# 阿梅索耶城堡
阿梅索耶城堡（荷蘭語：Kasteel Ammersoyen）是位于荷兰东部海尔德兰省的一座城堡，建于14世纪。城堡包括骑士大厅和从前女子们居住的房间。城堡中还包括一个博物馆塔楼。武器室保留中世纪时的骑士装束。现归属于Geldersch Landschap & Kasteelen组织，由此组织进行城堡的统一修缮和维护。

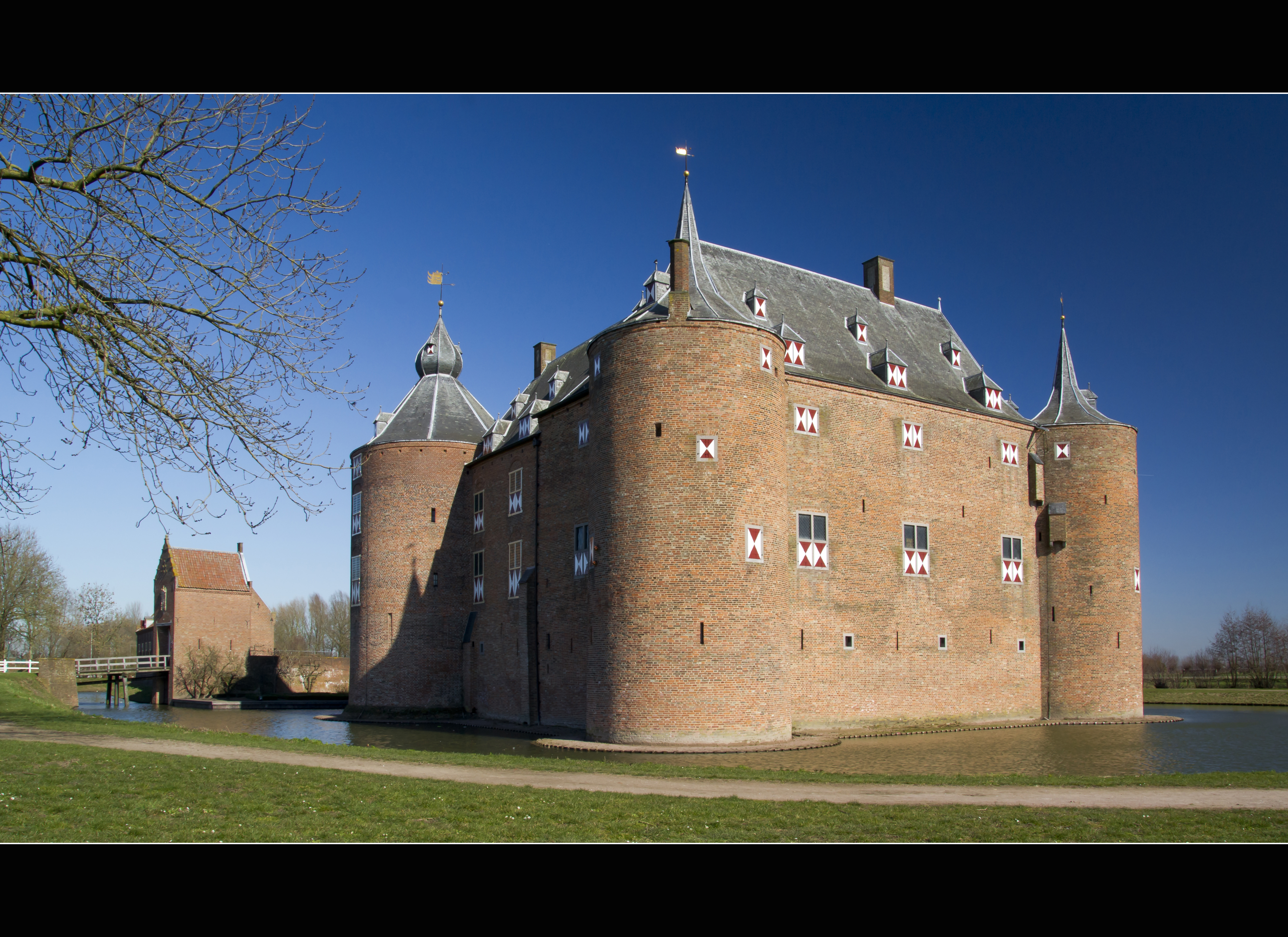
城堡照片。

## 历史
城堡由Dirk van Herlaer在1350年于Maas河边修建。阿梅索耶城堡的特殊性在于修建它的目的在于防御，这有别于当时其它城堡的修建目的。设计包括围绕中央建造的四个部分。每个方向都有自己的重型塔来提供额外的保护。城堡包括一个警卫室，最初被护城河包围。当时，它是荷兰最好的防御结构之一。
当Dirk在1354年去世时，城堡被传给了他的长子Gerhard。在接下来的400年里，城堡在家族中几经转手。
在历史过程中，城堡被围攻过几次，最著名的两次是在1513年和1574年。在1590年城堡受到了最严重的损害，同时其当时的拥有者Joris van Arkel因伤过世，在Joris死后，城堡一直处于受损状态，直到17世纪Van Arkel家族筹集到足够资金对城堡进行修缮。1672年当荷法战争时，法国横扫荷兰并烧毁沿途很多荷兰城堡，Thomas van Arkel向法国支付七千荷兰盾以保护城堡，城堡由此幸免于难，但Thomas始终处于债务中，且无法继续城堡的修复工作，在他去世后，城堡被另一家族继承。
然后，这座城堡在1876年卖给了罗马天主教堂，被用作修道院。在第二次世界大战期间，城堡被用作村庄居民的避难所。战争结束后，城堡由Gelderland城堡信托在20世纪50年代末购买，并逐渐恢复了其以前中世纪时的辉煌。